# 蒙蒂尼-莫尔奈-万雅讷河畔新城
蒙蒂尼-莫尔奈-万雅讷河畔新城（法語：Montigny-Mornay-Villeneuve-sur-Vingeanne，法語發音：[mɔ̃tiɲi mɔʁnɛ vilnœv syʁ vɛ̃ʒan]）是法国科多尔省的一个市镇，位于该省东部，属于第戎区。该市镇于1972年由原市镇万雅讷河畔蒙蒂尼（Montigny-sur-Vingeanne）、莫尔奈（Mornay）和万雅讷河畔新城（La Villeneuve-sur-Vingeanne）合并而成。

## 地理
蒙蒂尼-莫尔奈-万雅讷河畔新城（47°33'55"N, 5°26'16"E）面积30.83 平方千米，位于法国勃艮第-弗朗什-孔泰大區科多尔省，该省份为法国中东部省份，北起奥布省，西接涅夫勒省和约讷省，南至索恩-卢瓦尔省，东南接汝拉省，东临上索恩省，东北部与上马恩省接壤。
与蒙蒂尼-莫尔奈-万雅讷河畔新城接壤的市镇（或旧市镇、城区）包括：奥兰、万雅讷河畔普伊、万雅讷河畔圣莫里斯、方丹弗朗赛斯、尚普利特。

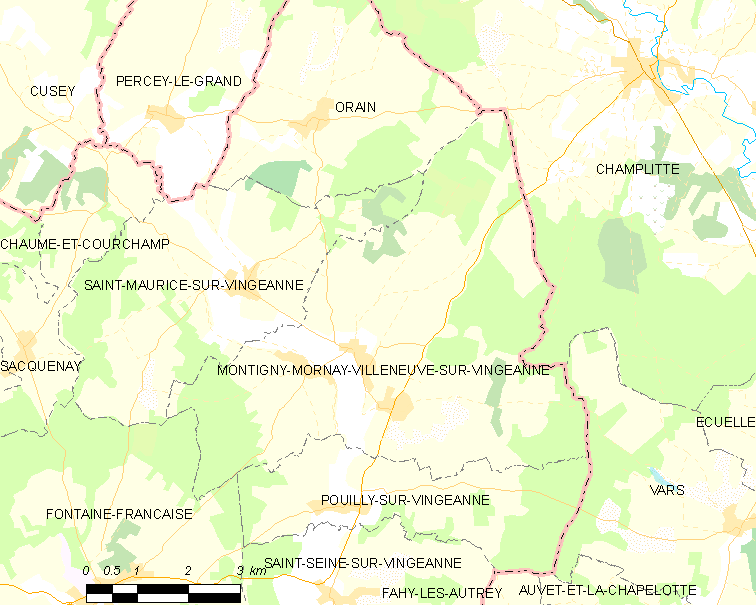
蒙蒂尼-莫尔奈-万雅讷河畔新城的OSM定位图

蒙蒂尼-莫尔奈-万雅讷河畔新城的时区为UTC+01:00、UTC+02:00（夏令时）。

## 行政
蒙蒂尼-莫尔奈-万雅讷河畔新城的邮政编码为21610，INSEE市镇编码为21433。

## 政治
蒙蒂尼-莫尔奈-万雅讷河畔新城所属的省级选区为圣阿波利奈尔县。

## 人口

1962-2008年间蒙蒂尼-莫尔奈-万雅讷河畔新城人口变化图示

蒙蒂尼-莫尔奈-万雅讷河畔新城于2022年1月1日时的人口数量为384人。